# Jordan Poole
Jordan Anthony Poole (Milwaukee, 19 de junho de 1999) é um norte-americano basquetebolista profissional que atualmente joga pelo New Orleans Pelicans, da National Basketball Association (NBA).
Ele jogou basquete universitário na Universidade de Michigan e foi selecionado pelo Golden State Warriors como a 28ª escolha geral no Draft da NBA de 2019. Ele liderou a NBA em porcentagem de acerto em lances livres na temporada de 2021-22 e ganhou o título da NBA com os Warriors na mesma temporada.

## Carreira no ensino médio
Em 23 de outubro de 2015, Poole se comprometeu com a Universidade de Michigan. Poole tinha várias ofertas concorrentes, incluindo Illinois, Indiana, Nebraska, Memphis, Marquette, Virginia Tech e Auburn. No momento de seu compromisso, ele foi classificado como o 21ª melhor Ala-armador e o 92ª melhor jogador de sua classe.
Em 1º de julho de 2016, Poole anunciou que se transferiria de Rufus King para a La Lumiere School em Indiana, onde experimentaria um estilo de vida de campus, jogaria jogos com transmissões da ESPN e se juntaria a Brian Bowen e Jeremiah Tilmon. Poole foi membro da equipe do La Lumiere que foi campeã nacional em 2017. Na Final do Dick's National Championship, Poole registrou 13 pontos, 3 roubos de bola, 3 rebotes e 4 assistências.

## Carreira universitária

### Calouro

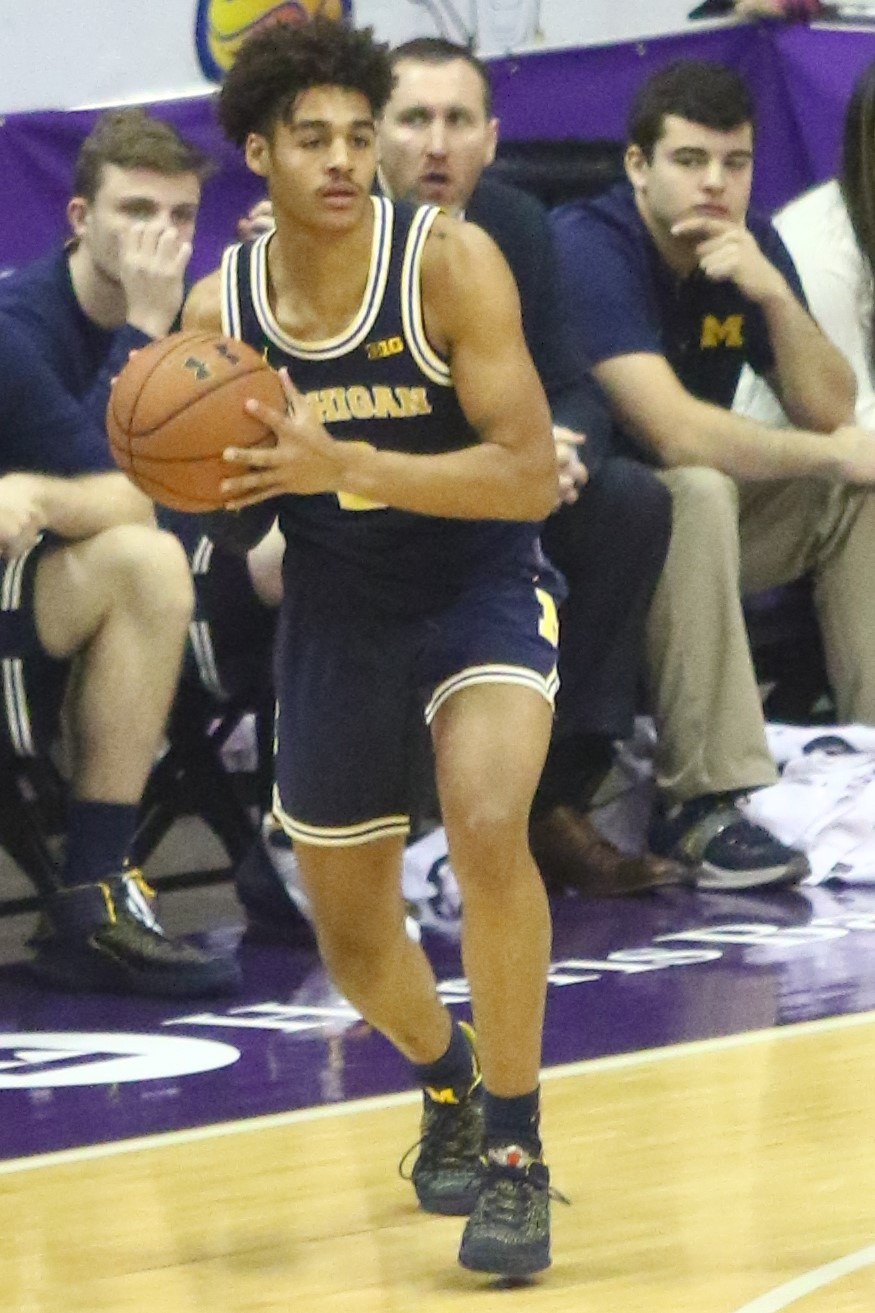
Poole nos Wolverines na Temporada de 2017–18

Em 2 de dezembro, Michigan derrotou Indiana por 69-55 na abertura da temporada de 2017-18 com Poole marcando 19 pontos. Em 4 de março, uma vitória sobre Purdue deu a Michigan seu segundo campeonato consecutivo do Torneio da Big Ten.
Em 17 de março de 2018, Michigan derrotou Houston por 64-63 na segunda rodada do Torneio da NCAA, após uma cesta de três pontos no estouro do relógio de Poole, dando a Michigan seu quarto Sweet 16 em seis anos. Na semifinal nacional em 31 de março de 2018 contra Loyola, Poole registrou sete pontos em uma vitória por 69-57. A equipe perdeu na final do Torneio da NCAA de 2018 para Villanova por 79-62.

### Segundo ano

Poole nos Wolverines na Temporada de 2018–19

Em 17 de novembro de 2018, os 22 pontos de Poole ajudaram Michigan a derrotar George Washington por 84-61. Em 28 de novembro, Michigan derrotou a Carolina do Norte por 84–67 no ACC – Big Ten Challenge com Poole contribuindo com 18 pontos. Em 1 de dezembro, Michigan derrotou Purdue por 76-57 em sua abertura da temporada da Big Ten Conference com Poole marcando 21 pontos. Em 3 de dezembro, Poole foi reconhecido como o Jogador da Semana da Big Ten por seu desempenho contra essas duas equipes.
Em 8 de dezembro, Michigan derrotou a Carolina do Sul por 89–78. Poole marcou 26 pontos, a melhor marca de sua carreira. Em 30 de dezembro, Michigan derrotou Binghamton por 74–52 com Poole marcando 18 pontos, incluindo um recorde de sua carreira de seis cestas de três pontos. Em 13 de janeiro, a equipe dos Wolverines derrotou a Northwestern e estabeleceu um recorde universitário de melhor começo de temporada com um recorde de 17-0 e empatou o recorde da universidade em 17 vitórias consecutivas.
Em 23 de março, Michigan derrotou a Flórida por 64-49 na segunda rodada do Torneio da NCAA de 2019. Michigan foi liderado por Poole com 19 pontos, a melhor marca do jogo, ganhando sua terceira aparição consecutiva no Sweet 16 e a segunda consecutiva com Poole.
Após essa temporada, em 9 de abril de 2019, Poole (junto com os companheiros Iggy Brazdeikis e Charles Matthews) se declarou para o Draft da NBA de 2019.

## Carreira profissional

### Golden State Warriors (2019–2023)

#### Primeiros anos (2019–2021)
Em 20 de junho de 2019, Poole foi selecionado pelo Golden State Warriors como a 28º escolha geral no draft da NBA de 2019. Em 11 de julho, os Warriors assinaram um contrato de 4 anos e US$10 milhões com Poole.
Em 24 de outubro de 2019, Poole fez sua estreia na NBA, saindo do banco de reservas em uma derrota por 122–141 para o Los Angeles Clippers e registrando cinco pontos, dois rebotes, duas assistências e um roubo de bola. Em 29 de outubro de 2019, ele estreou como titular na NBA contra os Pelicans e marcou 13 pontos na primeira vitória dos Warriors na temporada.
Em dezembro de 2019, Poole foi designado para o Santa Cruz Warriors da G-League. Em seu primeiro jogo lá, ele marcou 23 pontos contra Stockton Kings. Em seu segundo jogo, ele registrou 31 pontos, cinco rebotes, quatro assistências e três roubos de bola na derrota contra Texas Legends.
Em janeiro de 2020, Poole foi chamado para retornar à escalação do Golden State Warriors. Em 18 de janeiro de 2020, Poole marcou 21 pontos, o recorde de sua carreira até então, na vitória contra o Orlando Magic.
O armador titular Klay Thompson perderia a temporada inteira dos Warriors de 2020–21. Em 4 de março de 2021, Poole marcou 26 pontos em uma derrota por 120–98 para o Phoenix Suns. Em 14 de maio, Poole marcou 38 pontos, o recorde da carreira, em uma vitória por 125–122 sobre o New Orleans Pelicans.

#### Temporada de destaque e primeiro título (2021–2023)

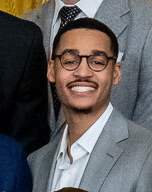
Poole em 2023.

Poole derrotou Otto Porter Jr. e Damion Lee na disputa pela vaga de armador titular do Warriors na temporada de 2021–22, enquanto Klay Thompson continuou a se recuperar. Em 21 de novembro de 2021, Poole marcou 33 pontos em oito cestas de três pontos, o recorde da carreira, em uma vitória por 119–104 sobre o Toronto Raptors. Com o retorno de Thompson à escalação titular em janeiro de 2022, Poole começou a jogar como armador em um sistema de três armadores, ao lado de Thompson e Stephen Curry. Com Curry afastado no final da temporada, Poole marcou 20 ou mais pontos em 18 dos 20 jogos finais. Dezessete dessas performances de 20+ pontos ocorreram em jogos consecutivos. A sequência de 17 jogos com 20+ pontos terminou em 7 de abril, contra o Los Angeles Lakers em uma noite em que Poole marcou 19 pontos e estabeleceu um recorde da carreira com 11 assistências para contribuir para uma vitória de 128–112. Poole (92,5%) superou Curry (92,3%) como líder anual de porcentagem de lances livres da NBA. Foi a primeira vez em 45 anos que os companheiros de equipe terminaram nas duas primeiras posições. 
Em 16 de abril, no Jogo 1 da primeira rodada dos playoffs, ele foi titular e marcou 30 pontos em uma vitória de 123–107 sobre o Denver Nuggets. O jogo foi a primeira aparição de Poole na pós-temporada. Os Warriors venceram as Finais da NBA contra o Boston Celtics, rendendo a Poole seu primeiro título da NBA. Ele teve um desempenho admirável nos playoffs com médias de 17,0 pontos, enquanto arremessava 50,8% no geral e 39% em 3 pontos.
Durante um treino da equipe em 5 de outubro de 2022, Poole e Draymond Green entraram em uma discussão, resultando em Green golpeando Poole. O TMZ publicou um vídeo vazado em 7 de outubro, mostrando o soco, mas não o que levou ao incidente. Em 9 de outubro, Green se desculpou publicamente pelo incidente e anunciou que passaria alguns dias longe do time. Em 12 de outubro, o time multou Green pela discussão.
Em 15 de outubro de 2022, Poole assinou uma extensão de contrato de quatro anos e US$ 123 milhões e US$ 17 milhões em incentivos.
Em 14 de novembro, Poole marcou 36 pontos em uma vitória de 132–95 sobre o San Antonio Spurs. Em 18 de dezembro, ele marcou 43 pontos, o recorde de sua carreira, em uma vitória de 126–110 sobre o Toronto Raptors. Em 6 de fevereiro de 2023, Poole registrou 21 pontos e 12 assistências, o recorde de sua carreira, em uma vitória de 141–114 sobre o Oklahoma City Thunder. Os Warriors foram eliminados dos playoffs de 2023 pelo Los Angeles Lakers, perdendo nas semifinais da conferência em seis jogos. O papel de Poole flutuou ao longo da temporada, conforme ele entrava e saía da escalação titular, sendo titular em 47 de 95 jogos. Em 43 partidas da temporada regular, ele teve médias de 24,6 pontos e 4,6 assistências. No geral, seus minutos caíram de 30 na temporada regular para 21,8 nos playoffs, e sua pontuação caiu de 20,4 na temporada regular para 10,3 na pós-temporada, quando ele fez apenas 34,1% de seus arremessos gerais e 25,4% das tentativas de 3 pontos. Após a temporada, Kerr disse que os Warriors não eram um time campeão devido à falta de confiança no time, em parte devido aos socos de Green em Poole, e Green culpou sua saída precoce dos playoffs em seu soco.

### Washington Wizards (2023–Presente)
Em 6 de julho de 2023, os Warriors negociaram Poole, junto com Patrick Baldwin Jr., Ryan Rollins e escolhas de draft, para o Washington Wizards em troca de Chris Paul. Poole fez sua estreia nos Wizards em 25 de outubro, registrando 18 pontos e cinco assistências em uma derrota por 145–120 para o Indiana Pacers. Em 25 de fevereiro de 2024, Poole registrou 31 pontos, o recorde da temporada, contra o Cleveland Cavaliers. Para a temporada de 2024–25, ele foi movido para armador.

## Perfil do jogador
Embora criticado ao entrar na liga por sua falta de polimento, Poole se tornou um pontuador dinâmico e eficiente ao longo de sua passagem pelos Warriors. Além de sua habilidade de arremesso, Poole é um finalizador prolífico no aro, frequentemente cortando para a cesta usando suas habilidades de manuseio de bola e velocidade, enquanto é um criador de arremessos de médio alcance proficiente. A melhora de Poole em seu jogo geral o levou a se tornar um passador capaz, com média de 4,0 assistências, a maior da carreira, durante sua terceira temporada. Sua combinação de habilidades atraiu comparações com o ex-companheiro de equipe dos Warriors, Stephen Curry, com alguns escritores da mídia de basquete se referindo a ele como o "terceiro Splash Brother".

## Estatísticas da carreira
| † | Campeão da NBA |
|   | Líder da liga  |

### NBA

#### Temporada regular
| Ano      | Equipe     | PJ  | PT  | MPJ  | AP   | 3P   | LL   | RT  | AS  | BR  | TO | PPJ  |
| -------- | ---------- | --- | --- | ---- | ---- | ---- | ---- | --- | --- | --- | -- | ---- |
| 2019–20  | Warriors   | 57  | 14  | 22.4 | .333 | .279 | .798 | 2.1 | 2.4 | .6  | .2 | 8.8  |
| 2020–21  | Warriors   | 51  | 7   | 19.4 | .432 | .351 | .882 | 1.8 | 1.9 | .5  | .2 | 12.0 |
| 2021–22  | Warriors†  | 76  | 51  | 30.0 | .448 | .364 | .925 | 3.4 | 4.0 | .8  | .3 | 18.5 |
| 2022–23  | Warriors   | 82  | 43  | 30.0 | .430 | .336 | .870 | 2.7 | 4.5 | .8  | .3 | 20.4 |
| 2023–24  | Washington | 78  | 66  | 30.1 | .413 | .326 | .877 | 2.7 | 4.4 | 1.1 | .3 | 17.4 |
| Carreira | Carreira   | 344 | 181 | 27.2 | .419 | .336 | .878 | 2.6 | 3.6 | .8  | .3 | 16.1 |

#### Play-in
| Ano      | Equipe   | PJ | PT | MPJ  | AP   | 3P   | LL    | RT  | AS  | BR | TO | PPJ  |
| -------- | -------- | -- | -- | ---- | ---- | ---- | ----- | --- | --- | -- | -- | ---- |
| 2021     | Warriors | 2  | 0  | 32.0 | .500 | .500 | 1.000 | 2.0 | 3.5 | .0 | .5 | 14.5 |
| Carreira | Carreira | 2  | 0  | 32.0 | .500 | .500 | 1.000 | 2.0 | 3.5 | .0 | .5 | 14.5 |

#### Playoffs
| Ano      | Equipe    | PJ | PT | MPJ  | AP   | 3P   | LL   | RT  | AS  | BR  | TO  | PPJ  |
| -------- | --------- | -- | -- | ---- | ---- | ---- | ---- | --- | --- | --- | --- | ---- |
| 2022     | Warriors† | 22 | 5  | 27.5 | .508 | .391 | .915 | 2.8 | 3.8 | 0.8 | 0.4 | 17.0 |
| 2023     | Warriors  | 13 | 4  | 21.8 | .341 | .254 | .765 | 2.2 | 3.5 | 0.8 | 0.2 | 10.3 |
| Carreira | Carreira  | 35 | 9  | 25.4 | .450 | .346 | .867 | 2.6 | 3.7 | 0.8 | 0.3 | 14.5 |

### Universitário
| Ano      | Equipe   | PJ | PT | MPJ  | AP   | 3P   | LL   | RT  | AS  | BR  | TO | PPJ  |
| -------- | -------- | -- | -- | ---- | ---- | ---- | ---- | --- | --- | --- | -- | ---- |
| 2017–18  | Michigan | 38 | 0  | 12.5 | .429 | .370 | .827 | 1.4 | .6  | .5  | .2 | 6.1  |
| 2018–19  | Michigan | 37 | 37 | 33.1 | .436 | .369 | .833 | 3.0 | 2.2 | 1.1 | .2 | 12.1 |
| Carreira | Carreira | 75 | 37 | 22.7 | .434 | .370 | .831 | 2.2 | 1.4 | .8  | .2 | 9.4  |

Fonte:

## Prêmios e Homenagens
- National Basketball Association:
  - Campeão da NBA: 2022;
  - Líder em aproveitamento de lances livres na temporada: 2022;

## Vida pessoal
Poole é filho de Monet e Anthony Poole. Poole tem um irmão mais velho que estudou na Universidade de Marquette. Ele também tem uma irmã mais nova e 3 gatos: Kai e Kota (adotados em São Francisco) e Lizzie.